# We Run This
We Run This je třetí americký singl Missy Elliott z alba The Cookbook a hlavní singl z její kompilace největších hitů Respect M.E. vydané v roce 2006. V písni se objevuje sampl ze skladby Apache od skupiny The Shadows. Byl vydaný na začátku roku 2006 v USA, kde se umístil na 48. místě hitparády Billboard Hot 100. V Anglii vyšel singl 21. srpna 2006 a po neúspěšném singlu Teary Eyed se vrátila zpátky do top 40, We Run This se umístilo na 38. místě.
Song byl nominovaný na Grammy Awards 2007 v kategorii Nejlepší sólová rap skladba.

## Track list
UK CD singl
1. "We Run This" (explicit album version)
2. "Teary Eyed" (Tief Schwarz club remix)

UK vinyl singl
1. "We Run This" (explicit album version)
2. "We Run This" (instrumental)
3. "We Run This" (a cappella)
4. "Teary Eyed" (Tief Schwarz club remix)

US 12" promo singl
1. "We Run This" (explicit version)
2. "We Run This" (amended version)
3. "We Run This" (instrumental)
4. "Meltdown" (explicit version)
5. "Meltdown" (amended version)
6. "Meltdown" (instrumental)

## Charts
| Chart (2006)                    | Nejvyšší pozice |
| ------------------------------- | --------------- |
| Austrálie - Singly              | 23              |
| U.S. Billboard Hot 100          | 48              |
| Anglie - Singly                 | 38              |
| Official UK Urban Singles Chart | 7               |
| Japonsko Tokio Hot 100          | 20              |
| Irsko - Singly                  | 30              |
| Německo - Singly                | 73              |